# Robledo del Mazo
Robledo del Mazo – gmina w Hiszpanii, w prowincji Toledo, w Kastylii-La Mancha, o powierzchni 136,71 km². W 2011 roku gmina liczyła 364 mieszkańców.